# Dover-Foxcroft
Dover-Foxcroft è un comune degli Stati Uniti d'America, situato nello Stato del Maine, nella contea di Piscataquis, della quale è il capoluogo.